# Stradivari Messia
Il Messia (noto anche come Stradivari Messia-Salabue) è un violino realizzato a Cremona nel 1716 da Antonio Stradivari. Appartenente al cosiddetto periodo d'oro (1700-1725) del liutaio cremonese, è ritenuto assieme al Lady Blunt uno dei violini di Stradivari meglio conservati, tra i pochi suoi strumenti pervenuti fino a oggi in condizioni pressoché originali.

## Storia
Il violino rimase conservato nella bottega di Stradivari fino alla sua morte, quando passò prima al figlio Francesco, anch'egli liutaio, intorno al 1737, e poi a suo fratello Paolo, drappiere, nel 1745. Intorno al 1775 venne acquistato dal conte Ignazio Alessandro Cozio di Salabue, assieme ad altri nove strumenti e a tutti gli attrezzi di lavoro del liutaio, entrando a far parte della sua ricca collezione. Il conte annotò nei suoi scritti il testo dell'etichetta e le caratteristiche dello strumento: intatto, con un bellissimo suono, rotondo ma forte, lavorato con estrema perizia in ogni dettaglio. Il conte avrebbe commissionato a Giovanni Battista Guadagnini una lavorazione per aumentare l'angolo del manico, cambiare la tastiera ed applicare un rinforzo sotto l'anima (del quale tuttavia non vi è più traccia). Nel 1827 Cozio vendette il violino a Luigi Tarisio, commerciante di strumenti novarese.
È stato il violinista Jean-Delphin Alard, genero del celebre liutaio francese Jean Baptiste Vuillaume, a battezzare lo strumento con quello che sarebbe rimasto il suo nome. Mentre infatti Tarisio e Vuillaume discutevano dei pregi di quel violino, che tuttavia il commerciante non voleva far provare a nessuno, egli affermò:
(Jean-Delphin Alard)
Alla morte di Tarisio, nel 1854, Vuillaume si mise alla ricerca dei suoi strumenti. A Fontaneto d'Agogna, piccolo centro in provincia di Novara, rinvenne e acquistò il Messia, assieme al resto (circa 140 strumenti ritrovati nell'abitazione di Milano) della collezione del novarese, che aveva a sua volta acquistato parte della collezione del conte Cozio poco dopo la sua morte. Lo strumento, nonostante avesse già 150 anni di vita, era praticamente nuovo e sembrava non fosse mai stato suonato. Il liutaio ne aumentò l'angolo del manico e ne aprì la cassa per sostituire la catena. Poi realizzò diverse pregevoli copie dello strumento, conservando l'originale in una teca presso la sua abitazione ed esibendolo con orgoglio ai suoi ospiti. Nel 1872 lo strumento venne esposto alla Exhibition of Ancient Musical Instruments a Londra. Alla morte del liutaio, lo strumento passò ai familiari e venne poi acquistato dal già citato Alard.
Nel 1890 il violino è stato acquistato dalla liuteria Hill & Sons, presso i cui laboratori lo strumento è stato nuovamente aperto per la sostituzione della catena. Gli Hill hanno scritto una monografia sullo strumento e lo citano nella loro biografia di Stradivari.
Tra il 1891 e il 1931 lo strumento è stato posseduto da diversi collezionisti, tornando ancora nelle mani degli Hill nel 1904 e nel 1931. Questi nel 1939 l'hanno donato all'Ashmolean Museum, affinché fosse conservato come "modello dal quale i futuri liutai possano imparare".

## Caratteristiche
Lo strumento è conservato in eccellenti condizioni, anche grazie al fatto di essere stato suonato pochissimo. La catena è stata sostituita sia da Vuillaume che dagli Hill, la tastiera non è originale, la cordiera e i piroli intarsiati sono stati realizzati da Vuillaume, il quale ha anche modificato l'inclinazione del manico. Non essendo stato più messo a disposizione degli esecutori da diversi decenni, non si hanno certezze sulle sue caratteristiche sonore e solo pochi musicisti nel corso della sua lunga storia hanno avuto occasione di suonarlo. Tra essi vi è stato József Joachim, che in una sua lettera del 1891 indirizzata all'allora possessore dello strumento, il collezionista Robert Crawford, afferma di essere rimasto colpito dal suono dello strumento, che descrive come dolce ma grandioso.
Alcune ricerche hanno messo in dubbio l'autenticità dello strumento, datando il legno alcuni anni dopo la morte di Stradivari. La maggior parte degli studi invece ne riconosce l'originalità, affermando che il legno è lo stesso di altri Stradivari del periodo d'oro. Secondo uno studio dendrocronologico, la tavola armonica del Messia sarebbe stata realizzata con lo stesso legno di un violino di Pietro Giacomo Rogeri del 1710; alcuni studi datano gli anelli più giovani del legno intorno al 1682-86.